# Alain Baugé
Pour les articles homonymes, voir Baugé (homonymie).
Alain Baugé est un acteur français.

## Biographie
Il est le fils du chanteur et acteur André Baugé, et le petit-fils d'Anna Tariol-Baugé.

## Filmographie
- 1954 : Le Congrès des belles-mères d'Émile Couzinet : André
- 1957 : Trois marins en bordée d'Émile Couzinet : Jean
- 1962 : Césarin joue les étroits mousquetaires d'Émile Couzinet